# Renantherella
Renantherella là một chi thực vật có hoa trong họ, Orchidaceae.